# ガイウス・ウェトゥリウス・ゲミヌス・キクリヌス
ガイウス・ウェトゥリウス・ゲミヌス・キクリヌスまたはプブリウス・ウェトゥリウス・ゲミヌス・キクリヌス（Gaius Vetusius Geminus CicurinusまたはPublius Vetusius Geminus Cicurinus）は共和政ローマ初期の政治家・軍人。紀元前499年に執政官（コンスル）を務めた。

## 経歴
パトリキ（貴族）であるウェトゥリウス氏族の出身。ゲミヌス・キクリヌスは紀元前499年にティトゥス・アエブティウス・ヘルウァと共に執政官に就任した。
執政官の年にエトルリア都市であるフィデナエを包囲し陥落させている。同じ年にラティウム同盟がローマとの同盟破棄を通達している。
ティトゥス・リウィウスによると、ゲミヌス・キクリヌスのプラエノーメン（第一名、個人名）はガイウスであるが、ハリカルナッソスのディオニュシオスはプウリウスであるとしている。ローマが共和政となった最初の年である紀元前509年に執政官プブリウス・ウァレリウス・プブリコラから財務官（クァエストル）に任命された一人に、プブリウス・ウェトゥリウスと言う人物があるが、これはゲミヌス・キクリヌスと同一人物である可能性があり、したがってプブリウスが正しいと思われる。また、共和政最初の年に公職についていることから、ウェトゥリウス氏族の重要性が示唆される。
コグノーメン（第三名、家族名）のゲミヌス（双子）から、紀元前494年の執政官ティトゥス・ウェトゥリウス・ゲミヌス・キクリヌスはおそらく彼の双子の兄弟と思われる。

## 参考資料
1. ↑  リウィウス『ローマ建国史』、2.19
2. ↑  ディオニュシオス『ローマ古代誌』、5.58.1-4
3. ↑  プルタルコス『対比列伝：プブリコラ』、12.